# Graben-Neudorf
Graben-Neudorf este o comună din landul Baden-Württemberg, Germania.